# جان مک‌براید
جان اندرو مک‌براید (به انگلیسی: Jon Andrew McBride) (۱۴ اوت ۱۹۴۳ – ۷ اوت ۲۰۲۴) فضانورد بازنشسته اهل کشور ایالات متحده آمریکا بود. وی در مأموریت اس‌تی‌اس-۴۱-جی حضور داشته است.